# Giorgio Affabris
 (juillet 2024).
Giorgio Affabris est un sculpteur et artiste plasticien italien né le 6 août 1942 à Venise et mort le 2 août 2022 dans sa ville natale. Après une première période consacrée à la sculpture abstraite, il s’est fait connaître dans la seconde partie de sa vie pour sa production baroque d’objets, de tableaux et de meubles entièrement ornés de perles de Murano. Son œuvre se caractérise par sa façon de mêler le luxe de la décoration vénitienne à des sources d’inspiration populaire.

## Jeunesse et famille
Giorgio est né le 6 août 1942 à Venise. Il est le dernier des trois enfants de Raimondo Affabris, employé dans une compagnie de gaz de Venise, et de Serena Fogliata, mère au foyer. La famille habite une maison en brique donnant sur le rio di Santa Giustina, dans le quartier du Castello. Ses parents n’ayant pas les moyens de lui payer des études, Giorgio Affabris travaille dès son adolescence dans les bars et restaurants de Venise où il occupe divers emplois de serveur et de barman. Il développe très tôt un goût pour l’art et provoque l’intérêt de ses interlocuteurs par son aisance dans la parole et les échanges cultivés. Sa culture et son caractère aimantent les rencontres et le mettent rapidement en relation avec des amateurs d’art et des artistes vénitiens.
En 1969, il fait la connaissance de Marisa Beltrame, une jeune femme qui vit et travaille à Venise. Elle devient sa compagne.

## Débuts d'artiste
Au cours des premiers voyages qu’il fait à Londres et à Paris, au début des années soixante, il visite musées, galeries, noue des liens dans le milieu artistique parisien et, dès l’âge de dix-huit ans, sait qu’il sera artiste. 
Autodidacte, il développe au cours des années soixante et soixante-dix une première période stylistique de sculpture en métal. De type constructiviste, ses sculptures abstraites assemblent des formes simples : tubes, boules, spirales, grappe d’ovales, dans une architecture dynamique. Le matériau lisse, traité sans modelé, dégage un dessin d’une grande netteté. Ses sculptures sont parfois en bois ou en verre. En 1962, alors qu’il n’a que 22 ans, il entre dans l’une des meilleures galeries d’art moderne et contemporain de Venise, Il Traghetto. Il y sera exposé jusqu’en 1968. En 1971, il est exposé à la Marshall Gallery de Londres et dans diverses galeries vénitiennes au cours des années suivantes. Entre 1969 et 1975, il participe aux évènements organisés par la Fondation Bevilacqua La Masa (it), une institution de la ville de Venise qui soutient de jeunes artistes vénitiens. Affabris est notamment sélectionné pour disposer d’un atelier au Palais Carminati, dépendant de la même fondation. Au cours de ces mêmes années, il reçoit diverses commandes pour produire de grandes œuvres destinées à l’ornementation de salles de réception ou de jardins dans Venise.

### Nouvelle esthétique
En 1980, à l’occasion de la renaissance du Carnaval de Venise, Affabris ouvre un magasin de masques près du campo San Maurizio. Il fabrique et vend ses propres masques. Cette activité qui dure deux années accompagne une rupture et une nouvelle orientation dans son œuvre. Affabris se tourne vers un nouveau médium : la perle de verre de Murano. L’artiste abandonne le style moderniste de sa première période. Tournant le dos à l’ascétisme et au fonctionnalisme, il développe une esthétique de l’ornement et couvre des objets du quotidien dans une profusion décorative : miroirs, commodes, candélabres, boites et coffrets, maquettes de bateaux, sont transfigurés par la granulosité de perles vives. La surface de l’œuvre n’est plus laissée lisse mais porte des cannelures de verre, des multitudes de perles de graine, des pendeloques de lustre appliquées à plat, des fragments de miroirs en mosaïque, le tout dans des couleurs rouges, mauves, jaunes, bleues et vertes. Cette seconde esthétique durera jusqu’à la fin de sa vie. À l’exception de certains tableaux abstraits qu’il continue de produire en les couvrant de perles, Affabris abandonne le style international des avant-gardes pour se réapproprier l’univers vénitien dans lequel il a grandi et engendrer une œuvre qui relève à la fois du luxe décoratif des palais vénitiens et de l’art populaire. Il produit également une multitude de petits tableaux en perles de verre, fantasques et denses.

### Poésie décorative
Ses coffrets animaliers, œuvres faites de boites ou coffret ornés de perles, portant sur leur couvercle des éléphants et rhinocéros bleu outremer, des hippopotames rouge vif, des tigres, chevaux, poissons ou encore de hautes girafes jaunes, rouges ou bleues qui culminent au-dessus de ces coffrets de toute leur taille, illustrent la féérie de cette seconde période de l’artiste. Ses miroirs ornés de fleurs et de fruits de verre, aux cadres chargés d’amas de perles et de colliers, parfois ornés de cariatides quand ils ont le format d’un trumeau, forment une série emblématique de sa poésie décorative. Affabris utilise une imagerie naïve et populaire à la façon de certains artistes pop et néo pop. Une impression d’innocence enfantine, de légende fantastique, de gaieté et d’humour réunit ces objets hors du courant solennel de l’art. La fausse naïveté avec laquelle l’artiste joue de ces éléments folkloriques, parfois kitsch, est un aspect par lequel son œuvre communique avec l’art contemporain.
Chez Affabris, la réversibilité du kitsch et du non-kitsch est constante. Il joue de cette frontière instable, flottante et drôle entre une imagerie d’apparence naïve et le luxe exigeant d’une œuvre de prestige, au point que certaines de ses boites perlées, de ses miroirs, en raison de leur qualité intemporelle, se retrouvent à la vitrine de certains antiquaires, à Venise et à Rome. L’œuvre d’Affabris, comme celle de Lewis Carroll, touche la part enfantine de son observateur et son intellectualité, inspire un sentiment de facétie inconséquente en même temps qu’une analyse avisée qui décompose les agencements esthétiques, les connotations intellectuelles, tout en cédant au bonheur de les voir mêlées sans vergogne dans le non-sens.
Dans un esprit proche de celui d’Alessandro Mendini, designer et architecte milanais, Affabris assume des exigences de poésie et de théâtralité dans la production d’objets baroques qui se doivent être joyeux et décoratifs. Affabris aurait pu revendiquer son esthétique exactement dans les termes utilisés par Mendini : « Un véritable culte de la surface, sur laquelle on écrit, en la décorant, une richesse du conte visuel qui rachète la stupidité de la fonction ». Différence notable : Affabris réalise des objets uniques dans son appartement-atelier du quartier de San’Elena, et ne travaille pas avec un éditeur pour multiplier ses créations comme le font la plupart des designers. Ses influences sont larges, allant de l’histoire du mobilier européen à l’art égyptien, de l’art moderne à la joaillerie tribale africaine. L’influence la plus importante est celle de la tradition baroque qu’il revendique pour la liberté qu’elle autorise.

## Peinture à Venise
Dans les années 2000, Affabris produit des œuvres en plein air sur certains murs de Venise. Il choisit des sites de réalisation selon deux critères : leur discrétion, loin des passages ou dans des recoins obscurs, et la bienveillance des habitants qui vivent près de l’œuvre et désirent la protéger. Affabris peint des portes dans le renfoncement obscur de passages étroits. Il orne des façades de murs en briques et des portails dans des espaces invisibles si l’on reste dans les rues principales, sans aller de l’autre côté d’un sotoportego, ce passage typiquement vénitien sous un immeuble qui se prolonge en petite place ou en ruelle. Aux teintes chaleureuses de sa peinture, il ajoute des incrustations de cordes marines, des amas de perles et des mosaïques en miroirs.

## Lamia gondola
En juin 2016, au moment de présenter au public la grande réalisation qu’est son œuvre-phare, La mia gondola, une gondole grandeur nature, peinte en rouge et entièrement ornée de perles et de sculptures animalières, destinée au pavillon vénitien de la Biennale, Affabris déclare à une journaliste : « Le style choisi pour la décorer est le baroque, le plus beau et le plus pompeux, celui qui laisse libre cours à l'imagination et à la créativité ».

## Expositions
En 2007 et 2013, il est exposé par la galerie Bac Art Studio (Venise). En août 2014, une rétrospective de son œuvre perlée est organisée à la villa Badoer de Fratta Polesine (Vénétie). En 2015, pour protester contre l'exclusion des artistes vénitiens de la 56e exposition internationale de la Biennale d'art, il peint dans la nuit trois grands yeux sur le grand panneau coloré indiquant l’entrée de la Biennale. Ce geste suscite un débat dans Venise au sujet de la marginalisation des artistes vénitiens dans leur propre cité.
Dans les jardins de Sant’Elena, son quartier, il construit un kiosque à livres avec des matériaux de récupération : boites empilées, cordes peintes, perles, coquillages, vitres et fragments d’objets. Les passants déposent ou empruntent des livres. Affabris y laissera souvent des livres décorés de perles et de coquillages qu’il aime mettre à la disposition d’amateurs inconnus. A la fin de sa vie, il fera également don de tabernacles et de tableaux en perles à l’église sant’Ignazio du Lido de Venise, à un hôpital - l’Institut San Camillo (Lido de venise. Tondo en perles), et au musée du verre de Murano .
Entre 2014 et 2021, il est exposé par la Galleria delle Cornici, au Lido de Venise. En 2018 et 2019, il est exposé au Musée ethnographique Il Manegium de Fratta Polesine (Italie). En juin 2021, à l’hôtel Ca’ Sagredo de Venise, un vase en verre épais d’Affabris, à motif de grappe de raisin et de chaîne, daté de 1970, figure dans la vente de la Collezione Baruffaldi-Bazzichetto par la maison Pierre Bergé & associés.
Une sculpture en métal peint, appartenant à sa première période abstraite et datée de 1972, est conservée dans les collections de la Ca’ Pesaro (Galerie Internationale d’Art Moderne de Venise).
Un tableau en perles de sa seconde période est conservé au Musée du Verre de Murano. D’année en année, l’œuvre d’Affabris a été vendue à des collectionneurs américains, français, anglais, suisse et italiens qui, de passage à Venise, sont tombés sous le charme de ces œuvres.

## Mort
Le style jubilatoire d’Affabris est d’autant plus remarquable qu’il eût à lutter une grande partie de sa vie contre le diabète. Il s’éteint à l’hôpital San Giovanni e Paolo de Venise le 2 août 2022 des suites d’un cancer et repose au cimetière de Venise.